# Blevio
Blevio (Bieef in dialetto comasco, AFI: /ˈbjeːf/) è un comune italiano di 1 018 abitanti della provincia di Como in Lombardia. Insieme al comune di Torno costituisce l'Unione dei Comuni Lombarda Lario e Monti.

## Geografia fisica
Situato sulla riva est del lago di Como, Blevio si sviluppa in altitudine tra i 200 metri sul livello del mare e i 1140 metri del monte Boletto.

## Origini del nome
Il nome deriva celto ligure "Biuelius" (cfr "uiuo" - Osc. bivus "vivo",  l'indo-germanico "bheou").

## Storia
Dallo studio planimetrico si inferisce l'antica presenza di un "castellum" (cultura di Golasecca XI - IV secolo a.C.); in quel periodo nel territorio era sviluppato il baratto tra i celtico transalpini e gli etruschi.
La prima testimonianza scritta è datata 1084: il vescovo di Como, Reginaldo, redasse un legato testamentario a favore della cattedrale di affinche venisse celebrata ogni anno una messa nell'anniversario della sua morte. La prima citazione dello status di comune è del 1279: I canonici del Capitolo della Cattedrale di Como redassero l'inventario delle loro proprietà contemplando anche comune di Blevio.  Pur apparendo nella documentazione storica come libero comune non fu mai dotato di un proprio statuto. Venne acquisito successivamente dal Comune di Como.
Menzione del "comune de Blevio"  si ha nella "Determinatio stratarum et pontium..." annessa agli Statuti di Como del 1335, in cui viene indicato come la località che ha in carico la manutenzione di un ben determinato tratto della via Regina ("”… a dicta fenestra in sursum usque ad cantonum muiri vinee que fuit Pedeferi Fiche de Cumis”"). In quel tempo, Blevio faceva parte della pieve di Zezio, entro cui risulta ancora inserito nel 1538.
La zona fu contagiata da epidemie di peste nel 1361 e nel 1549. In questo secondo periodo, i casolari nei dintorni furono trasformati in lazzaretti.
Nel 1433 agli abitanti di Blevio e Torno fu concesso il diritto di estrarre liberamente il sale, sgravando così gli stessi dal pagamento della tassa sul sale.
Nel 1644 Blevio risulta appartenere alla pieve di Nesso, che nel 1497 era stata concessa in feudo a Lucrezia Crivelli da Lodovico Maria Sforza assieme al "contado delle Tre Pievi" (comprensivo della pieve di Sorico e di quelle di Gravedona e Dongo). Inserito nel marchesato di Nesso, nel 1647 Blevio fu concesso con una parte del feudo alla famiglia del senatore Francesco Maria Casnedi, la quale mantenne i diritti feudali fino a oltre la metà del XVIII secolo.
Nel 1751 il territorio di Blevio comprendeva anche il borgo "Sant'Agostino" di Como. Cinque anni più tardi il comune di Blevio venne separato dalla pieve di Nesso e inserito nella nuova pieve di Zezio superiore.
Nel 1790 il comune venne affidato in feudo al conte Antonio Tanzi esponente del ramo principale della nobile famiglia Tanzi di Blevio e padre di Ernesto, i cui parenti milanesi ricevettero invece il titolo austriaco di Edler von Tanzi. 
Con i cospicui proventi dell´industria serica, il conte Antonio Tanzi fece erigere a Perlasca l´attuale Villa Tanzi Taverna (oggi situata nel comune di Torno), in seguito lasciata, con il resto dei suoi possedimenti di Blevio ai Taverna nel 1798 e infine ai Borromeo.
Un decreto di riorganizzazione amministrativa del Regno d'Italia napoleonico datato 1807 sancì l'aggregazione di Blevio al comune di Torno. La caduta di Napoleone e il passaggio della Lombardia in mano austro-ungarica comportarono l'abrogazione dell'accorpamento e la ricostituzione del comune di Blevio all'interno della provincia di Como del Regno lombardo-veneto.
Il 28 ottobre 1901 nacque a Blevio il comandante partigiano Enrico Caronti, detto "Romolo", torturato e fucilato dalle brigate nere di Menaggio il 23 dicembre 1944.

### La storia delle ville a lago
Tra il XVIII e il XIX secolo, grazie alla sua posizione panoramica ed alle attrattive naturali, Blevio cominciò ad essere considerato come ambito luogo di soggiorno e nel suo territorio vennero costruite una serie di ville che ospitarono personaggi illustri del tempo, tra cui numerosi esponenti del mondo delle arti e della politica, tra cui ad esempio Giuditta Pasta, Alessandro Manzoni, Adelaide Ristori e la famosa ballerina romantica Maria Taglioni, amante del principe Alexander Troubetskoj.
Nell'estate del 1935, durante un soggiorno estivo, lo scultore Arturo Martini realizzò in poche settimane una serie di undici sculture in gesso denominate "Gruppo di Blevio" (conservato presso la collezione Banca Popolare di Vicenza di Palazzo Thiene).

### XXI secolo
Il 25 luglio 2021 il territorio di Blevio fu colpito da una violenta bomba d'acqua. L'evento provocò l'esondazione di cinque torrenti e una frana che isolò temporaneamente le frazioni di Sopravilla e Capovico.

### Simboli
Lo stemma e il gonfalone sono stati concessi con decreto del presidente della Repubblica del 20 febbraio 1996.
(D.P.R. del 20 febbraio 1996)
Nello stemma è raffigurata una lucia, la tipica imbarcazione del lago di Como, e sullo sfondo il profilo montano del monte Bolettone; le sette stelle rappresentano le frazioni di Capovico, Cazzanore, Girola, Meggianico, Mezzovico, Sopravilla, Sorto.
Il gonfalone è un drappo di giallo.

## Monumenti e luoghi d'interesse

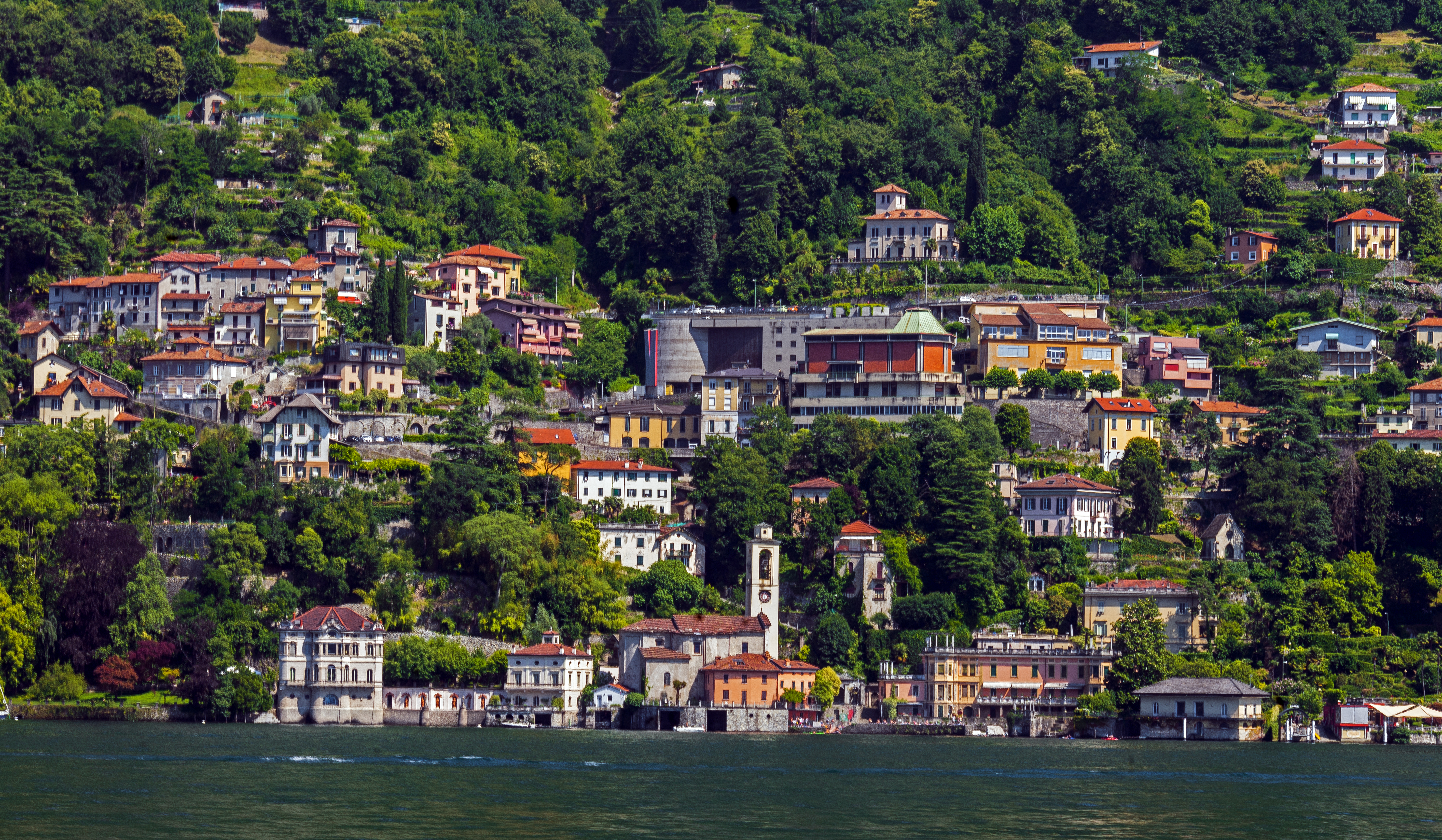
Le frazioni Girola e Sorto viste dal lago. In riva, spiccano villa Usuelli, la chiesa dei SS. Gordiano ed Epimaco e villa Ricordi. A mezza costa, si fa notare la nuova parrocchiale.

### Architetture civili

#### Complesso di Villa Ferranti
Giuditta Pasta (1797-1865) celebre cantante lirica, soggiornò spesso in Villa Ferranti (contigua alla villa Perlasca già appartenuta dei conti Tanzi di Blevio) ed è sepolta nel cimitero del paese. Per lei Vincenzo Bellini compose la famosa opera "Norma". All'interno della proprietà di Villa Ferranti si trova anche Villa Pasta, che deve il suo nome proprio alla cantante.

#### Villa Belvedere
Villa Belvedere, fatta costruire dal musicista comasco Pasquale Ricci, era un tempo soprannominata "Malpensata". Sono varie le origini di questo soprannome: alcuni l'attribuiscono al fatto che il Ricci morì prima di vedere la fine dei lavori, mentre altri l'associano alla tradizione di identificare con "malpensate" tutti quegli edifici legati a coloro che frodavano i dazi. Divenuta proprietà di Maddalena Sannazzaro-Imbonati, la quale diede alla villa un'impostazione neoclassica, Alessandro Manzoni vi trascorse alcuni periodi della sua infanzia e della sua prima giovinezza tra il 1807 e 1818. Fu qui che, nel 1807, avvenne il primo incontro tra lo stesso Manzoni ed Enrichetta Blondel.

#### Villa Borletti
Villa Borletti (ora Chiara) fu fatta costruire dal conte russo Grigoriy Petrovich Shuvalov (o Shouvaloff), nella prima metà del XIX secolo. La villa è legata al ricordo dell'attrice drammatica Adelaide Ristori e di Cristina Trivulzi Belgioioso, che vi ospitò personaggi illustri. Quest'ultima acquistò la villa dal conte dopo che questi - rimasto vedovo e senza più uno dei suoi tre figli - aveva deciso di diventare frate barnabita e di impegnarsi per il ritorno all'unità tra cattolici e ortodossi.. Nel XX secolo, prima di passare alla famiglia Chiara, la villa fu proprietà della famiglia Borletti. Nel primo decennio del XXI secolo, la villa venne rilevata da un facoltoso russo che, tra il 2008 e il 2013, sottopose l'edificio a una campagna di lavori di riqualificazione.

#### Villa Maria
Non lontano dalla chiesa dei santi Gordiano ed Epimaco si trova Villa Maria, conosciuta con il nome di una famosa ballerina che qui vi dimorò nei primi del XIX secolo: Maria Taglioni, alla quale l'odierna villa fu edificata. Caratterizzata dall'avere spigoli arrotondati, la villa - detta anche "la Florida" - fu costruita a partire da un precedente edificio, noto come "Ca' dell'Imperatore", il cui nome rimanda a un evento avvenuto nel 1769 (precisamente: il 22 giugno), quando Giuseppe II d'Austria e il suo seguito si rifugiarono presso la dimora a causa di un violento temporale. Dopo esser stata ereditata dalla figlia della Taglioni, la villa passò dapprima nelle mani del pittore Michele Riccardi, che ne fece un giardino zoologico-botanico, e in seguito in quelle di Teresio Usuelli, figlio di una Borsalino e di Celestino Usuelli (amico di D'annunzio). Per questa ragione, la proprietà - che comprende anche la vicina Villa Serena - è anche conosciuta col nome di "Villa Usuelli".

#### Villa Ricordi
Di fronte a quello che oggi è il molo di Blevio si trova quella che attualmente è conosciuta come Villa Ricordi, dal nome dell'omonima casa editrice musicale, proprietà dell'immobile dalla metà del XIX secolo. Si tratta di una costruzione a tre piani, edificata sul luogo dove, nel 1617, venne costruita la casa del navigatore Pantero Pantera. La residenza è anche nota come Villa Da Riva.

#### Villa Cademartori-Cramer
Villa Cademartori-Cramer fu luogo di villeggiatura di alcuni esponenti degli Artaria, fondatori di una delle più importanti case editrici musicali del tardo XVIII e XIX secolo. Artaria che, nel '700, avevano anche fatto costruire una villa che verrà poi conosciuta attraverso il cognome dei successivi proprietari: la famiglia genovese Calvi.

#### Villa Troubetzkoy
Villa Troubetzkoy, con il suo stile eclettico, fu fatta edificare a metà Ottocento dall'omonimo principe russo, genero di Maria Taglioni. Dal momento che la costruzione della villa richiese la demolizione di una scogliera con la dinamite, il principe fu soprannominato "Turbascogli" dai bleviani, i quali sono soliti riferirsi alla dimora con i soprannomi di "casa delle streghe" o "casa dei sette nani". La villa è caratterizzata da falde molto spioventi e da un antico ascensore in stile jugendstil che mette in collegamento l'edificio direttamente con la strada Lariana. La residenza è anche nota come Villa Pozzi.

#### Altro
- Villa Calvi,[45] già appartenuta alla famiglia di editori musicali Artaria.[42]

### Architetture religiose

#### Chiesa dei Santi Gordiano ed Epimaco

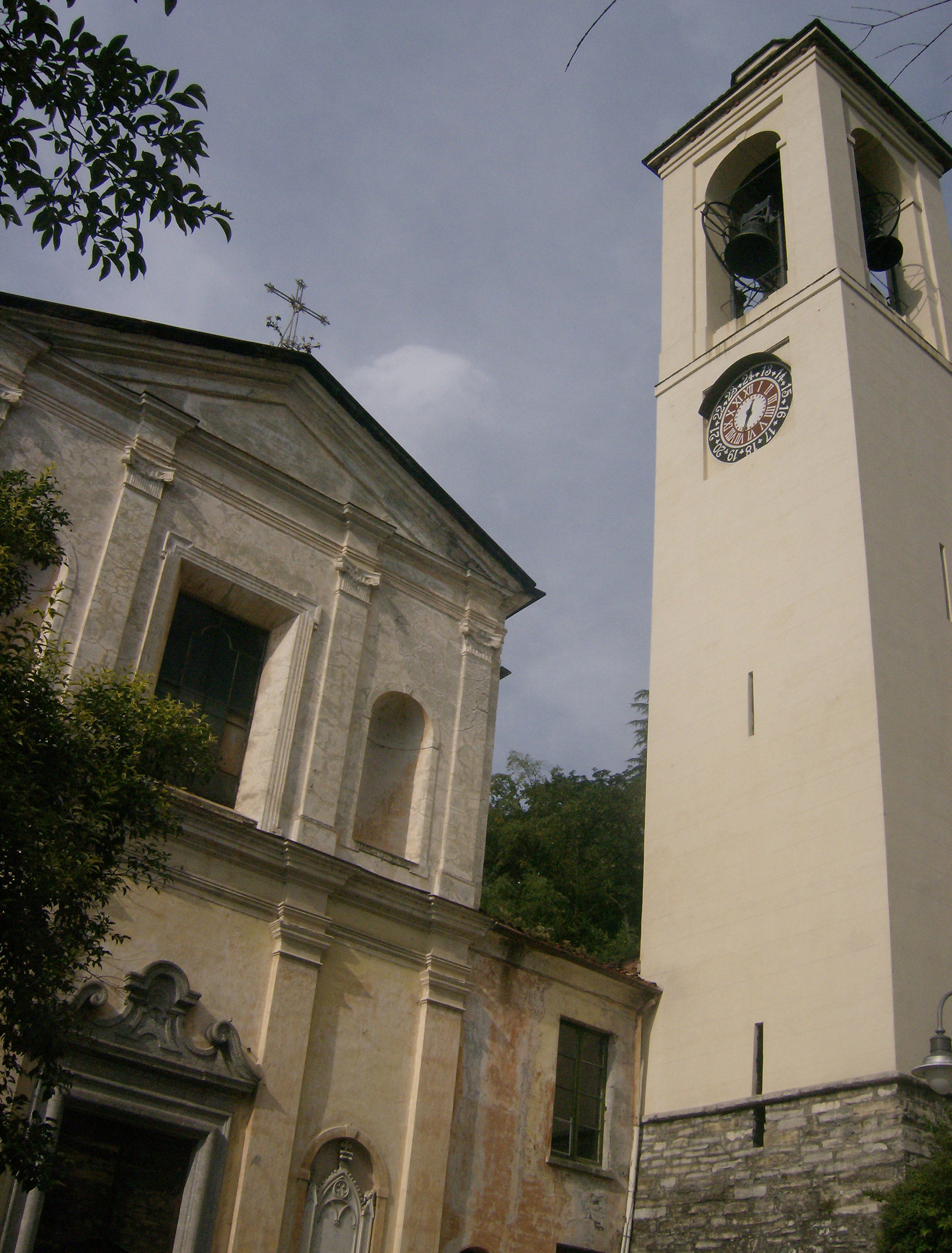
Chiesa dei Santi Gordiano ed Epimaco

Vicino al lago si trova la chiesa dei Santi Gordiano ed Epimaco, della seconda metà del XVIII secolo fondata probabilmente su una preesistente chiesa medievale o del Cinquecento. Esternamente, la chiesa si presenta con una facciata scandita da quattro file di lesene e sormontata da un frontone. Sulla sinistra del portale, una lapide riporta un elenco di benemerenze paesane (tra le quali Sofia Vonwiller Mylius, moglie di uno dei primi proprietari di Villa Cademartori). Internamente, spiccano un organo Prestinari del 1821 e due statue raffiguranti i santi Gordiano ed Epimaco.

#### Chiesa di San Francesco

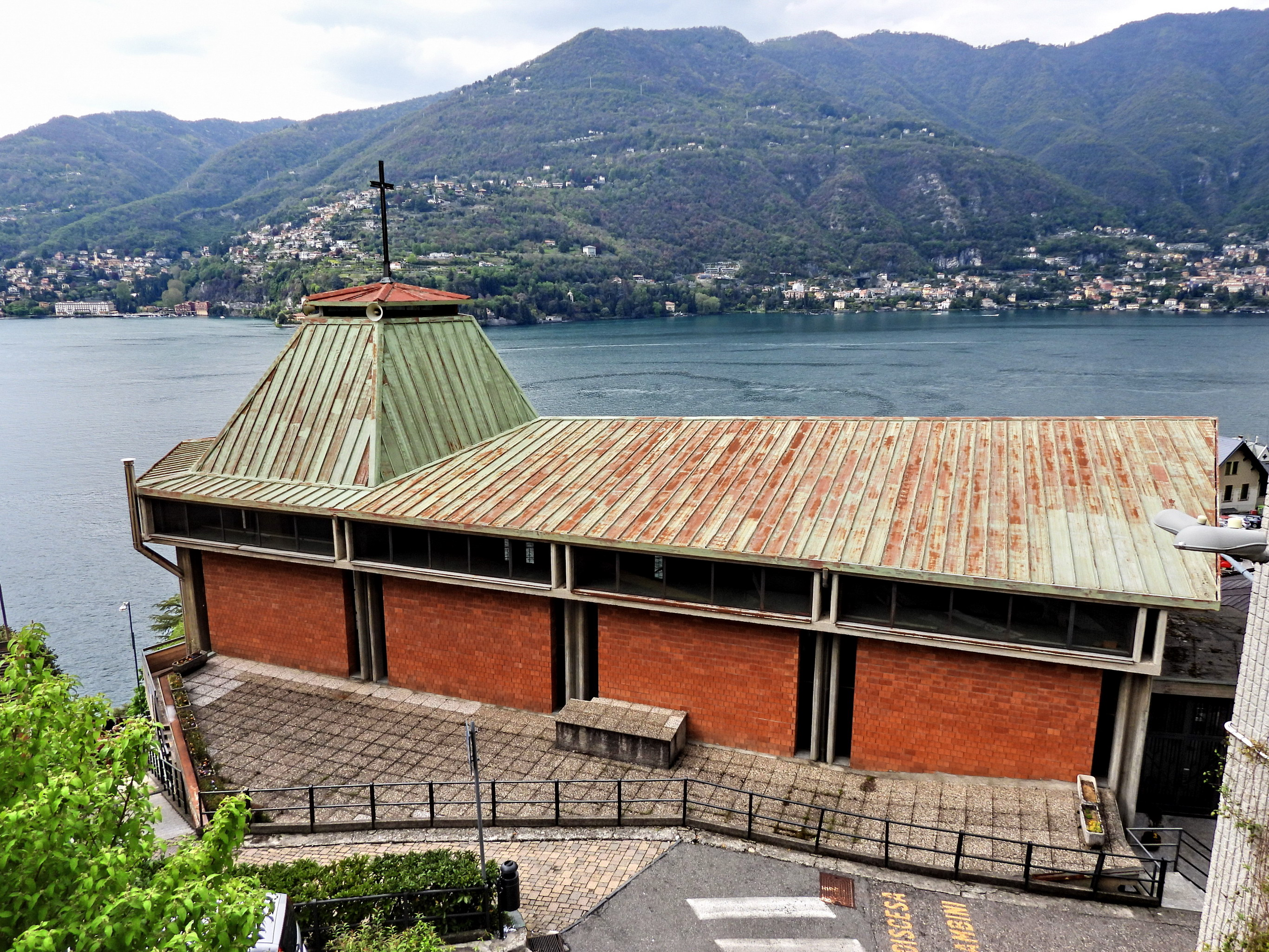
Chiesa di San Francesco

Inaugurata nel 1967, la chiesa fu realizzata nel centro del paese per sostituire come parrocchiale la chiesa dei Santi Gordiano ed Epimaco situata in riva al lago. L'edificazione della nuova chiesa comportò lo spostamento non solo della sede della parrocchia ma anche di una serie di opere pittoriche fino ad allora conservate, tra cui spicca una Deposizione della scuola del Morazzone. Il presbiterio è opera di Eli Riva. 

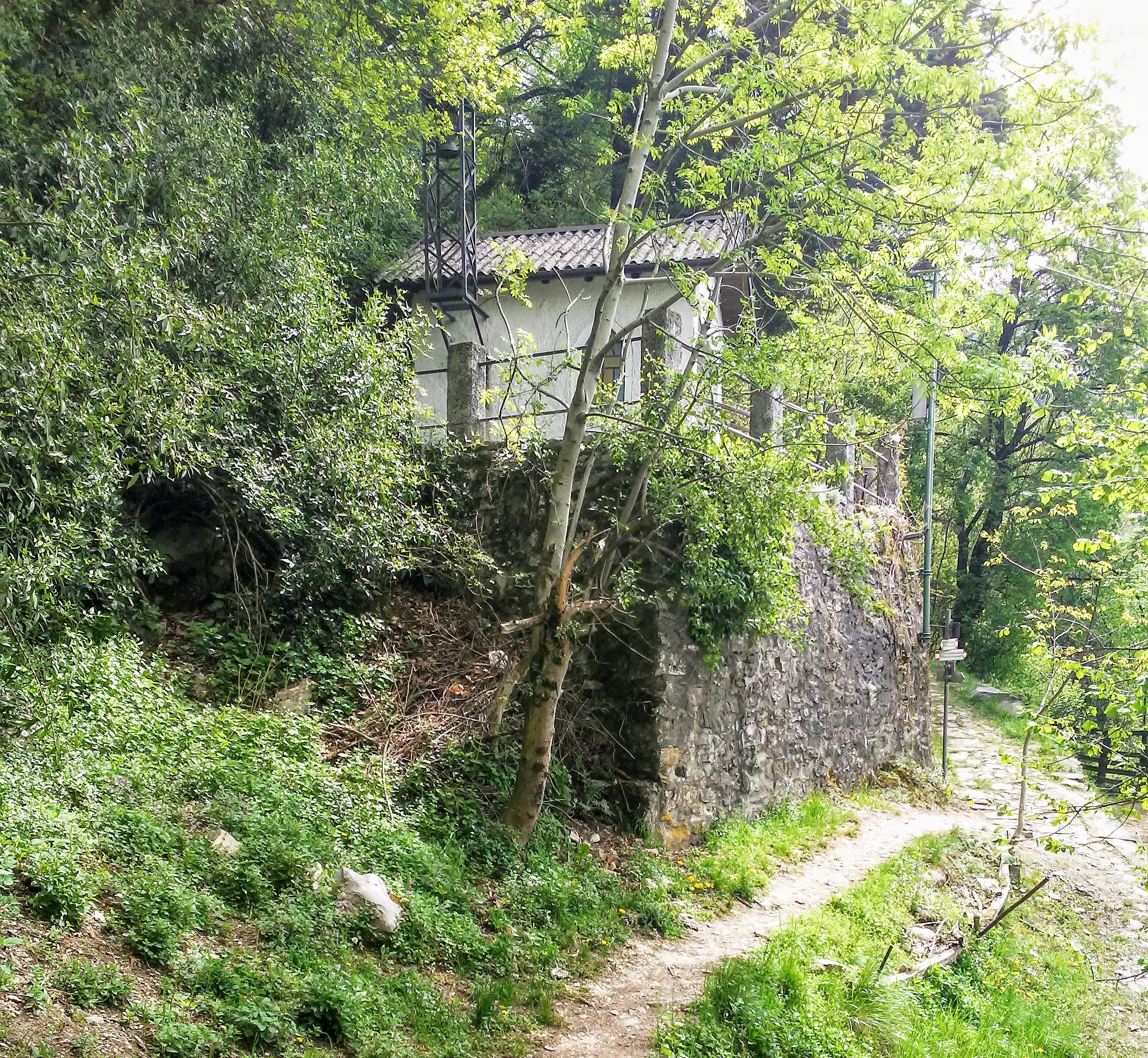
Cappella alla Madonna

#### Chiesa dell'Immacolata
La frazione di Sorto ospita la Chiesa dell'Immacolata, edificio che nella struttura risale alla seconda metà del XVIII secolo e che venne indicata come Oratorio della Beata Venere negli atti della visita pastorale di Andrea Carlo Ferrari. Internamente, la chiesa conserva un altare in marmo policromo. Come pala d'altare, un dipinto raffigura la Madonna incinta che, tra una schiera di angeli, schiaccia un serpente stando in piedi sul globo terrestre, sotto la luce dello Spirito Santo. In passato, la chiesa avrebbe conservato anche un dipinto, raffigurante Santa Cecilia, che sarebbe stato realizzato dalla scuola di Guido Reni e donato alla chiesa da Giuditta Pasta; di questo dipinto si è tuttavia persa ogni traccia.

#### Altre architetture religiose
- Cappella di san Rocco, nella frazione di Capovico, edificio presso cui ogni 16 agosto si tiene una celebrazione in ringraziamento per la scomparsa della peste.

- Cappella dedicata alla Madonna[55], situata sul sentiero boschivo che da Brunate porta a Montepiatto.[56] La cappella fu costruita facendo seguito a un desiderio emerso tra la popolazione locale già durante gli anni 1920, finalizzato a trovare una nuova sistemazione per una vecchia statua della Madonna che era stata rimossa dalla parrocchiale a lago.[57] Nel 1932, la statua trovò collocazione definitiva nella cappella boschiva.[58] Su iniziativa di un'abitante del luogo, numerose spose di Blevio decisero di donare il proprio abito nuziale per rivestire di volta in volta la statua mariana. Dalla base della cappella, un sentiero in discesa conduce a una scalinata panoramica che, nei pressi della Chiesa dell'Immacolata, intercetta la strada che collega le frazioni di Sorto e Mezzovico.

### Altro

#### Parco Da Riva
In riva al lago si trova il parco pubblico Da Riva, già pertinenza dell'omonima villa. Piccolo poco più che una striscia di terra, offre una vista verso la parte occidentale di Como (il centro e l'est del capoluogo sono nascosti alla vista dalla punta di villa Geno) e verso Cernobbio e Moltrasio.

#### Parco Mosaici
Dal 2015 la frazione di Girola ospita il Parco Mosaici, che ogni anno viene arricchito di nuove opere d'arte provenienti da tutta l'Italia e realizzate, appunto, mediante la tecnica del mosaico.

#### Strada Regia
Le frazioni di Capovico, Sopravilla, Sorto, Mezzovico, Meggianico e Cazzanore sono attraversate dalla cosiddetta "Strada Regia", tracciato di origine romana ma attestato con tale denominazione solo dalla fine del XVII secolo. 
Prima della realizzazione della Lariana (1911-1917), la Strada Regia era l'unica a mettere in comunicazione Como con Bellagio. 
Il tracciato venne ripristinato ad uso escursionistico fra il 2002 e il 2006 dalla Società Archeologica Comense con l’aiuto della Comunità Montana del Triangolo Lariano. Il ripristino fu solo parziale, in quanto il tratto di Strada Regia che va da Como a Blevio risulta essere interrotto da una frana.

Nella frazione di Sorto, la Strada Regia passa davanti alla Chiesa dell'Immacolata. 

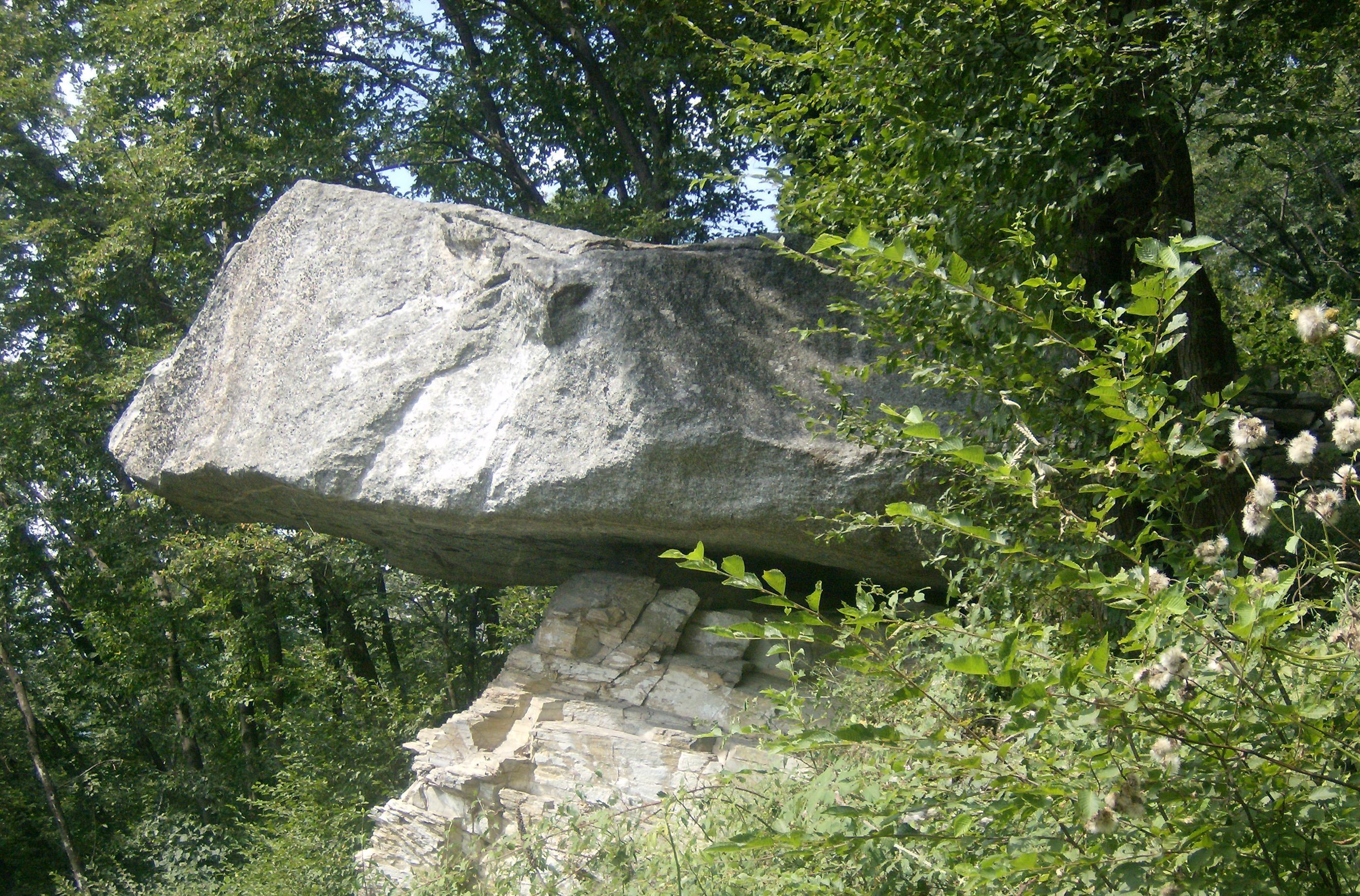
Pietra Nairola

#### I "trovanti"
I boschi sopra a Mezzovico, a circa 750 metri di altezza, ospitano una serie di "massi erratici" o "trovanti", gigantesche pietre che vennero trascinate dai ghiacciai alpini durante il Neozoico.
Tra i trovanti di Blevio, particolare menzione merita la "prea de Nairöla" (pietra Nairola), monumento nazionale dal 1984. Si tratta un monolito di granito ghiandone di metri 4,5 per 7,4 circa, posizionato in orizzontale e a sbalzo sul pendio e originario dalla Val Masino.

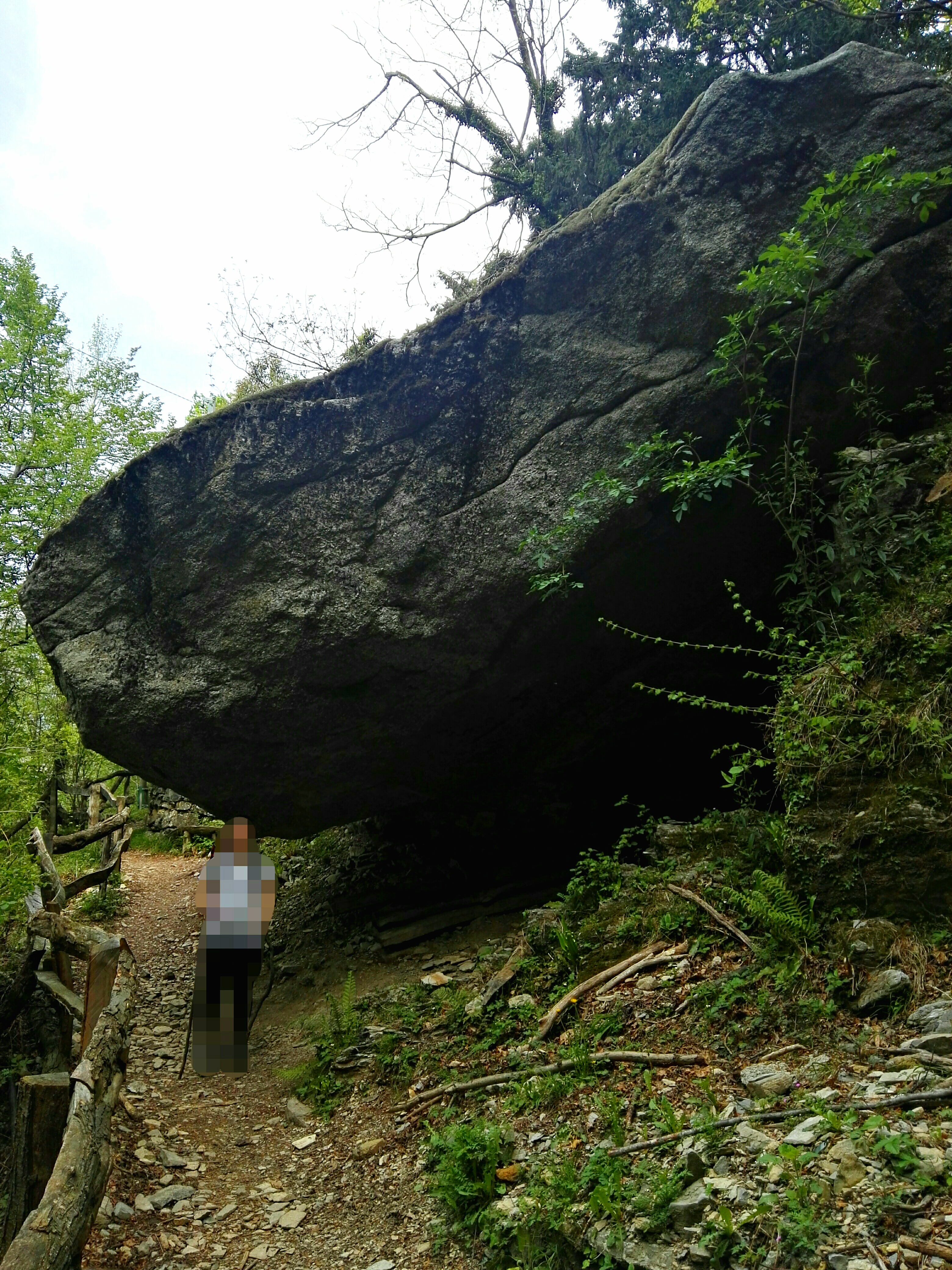
Sasso del lupo

Sulla pietra si trovano alcune incisioni preistoriche quali alcune coppelle, un'incisione a forma d'impronta di piede e un piccolo canale sagomato come fosse una grondaia. Alla pietra Nairola sono legate due leggende. Secondo la prima, il trovante avrebbe ospitato il diavolo, impegnato a lanciare una palla molto pesante a un compagno seduto sopra un altro masso, oggi non più esistente, situato di fronte alla Nairola. La pesante palla, sfuggita di mano al compagno, avrebbe lasciato una traccia sul sasso ora scomparso. La seconda leggenda narra che la posizione sporgente della pietra Nairola sia dovuta a un miracolo da parte della Madonna, che con il suo mantello avrebbe fermato la discesa del trovante verso valle. Legata a questa leggenda sarebbe la costruzione della cappellina situata un centinaio di metri sotto alla pietra e dedicata, appunto, alla Madonna.
Altro trovante notevole è il cosiddetto "Sasso del lupo", situato a sbalzo sul sentiero che porta verso Montepiatto. Il nome del trovante deriva da una leggenda, secondo cui il masso sarebbe stata la dimora di un lupo che rapiva i bambini bleviani disobbedienti. Il Sasso si trova in località Monti di Sorto, dove si trova anche il trovante detto "Testa di serpente". D'interesse archeologico è anche un trovante situato sul sentiero che collega Capovico all'aggregato rurale dei Monti di Capovico.
Nei boschi sopra la vicina Torno, alcuni trovanti rappresentano dei cosiddetti massi avelli, ossia antichi sepolcri scavati nella roccia.

#### Castel d'Ardona

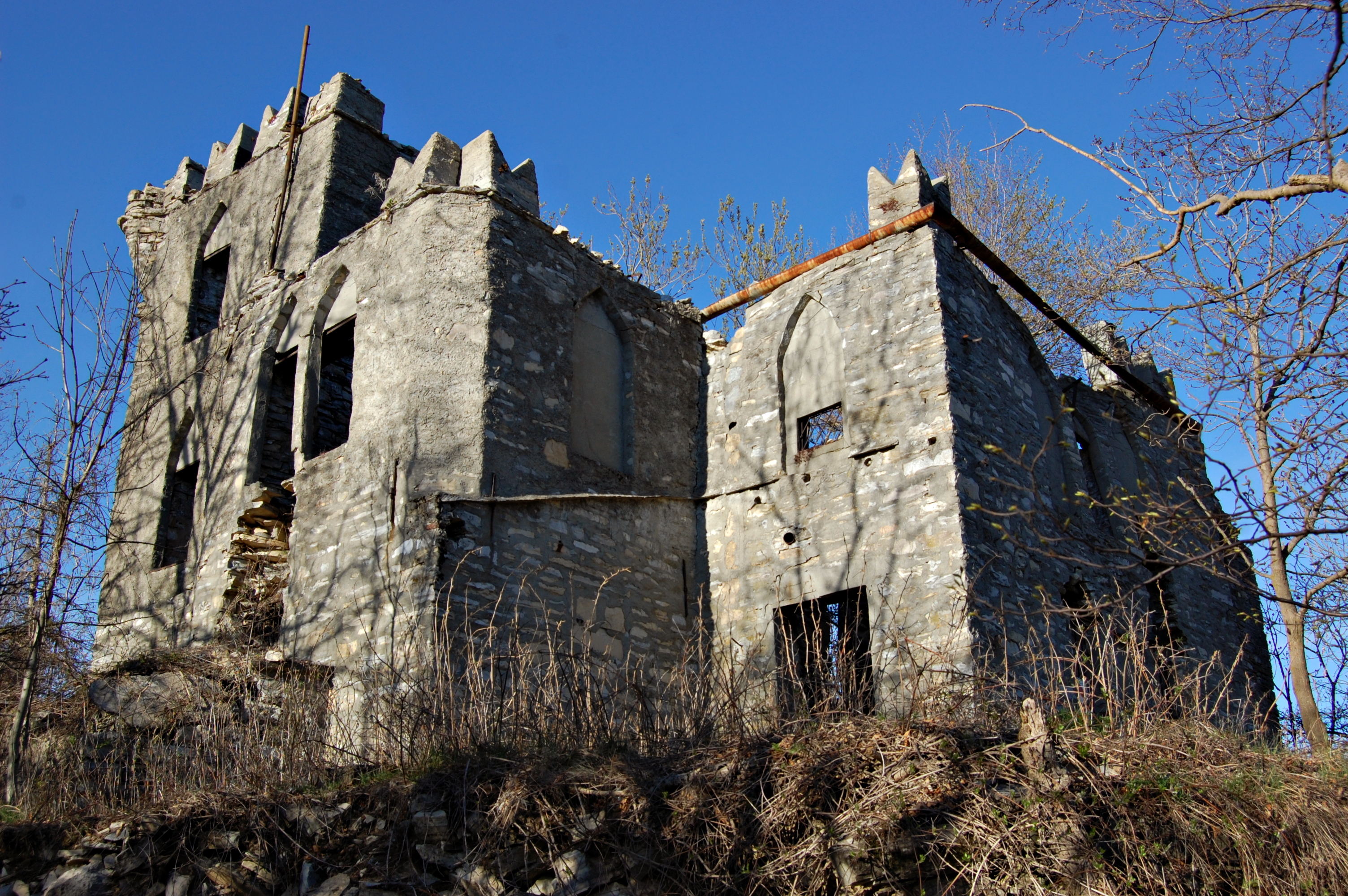
Castel d'Ardona

Ancora più in quota, a sud di Montepiatto si trovano le rovine del Castel d'Ardona, fatto costruire nel 1894 dal professor Angelo Ruspini, detto "il fratino", nato in Francia a Toulouse ma appartenente al ramo dei Ruspini tornaschi. Alla sua morte la bizzarra costruzione passò in eredità alla governante del professore, essendo Angelo Ruspini privo di eredi diretti. Questa cedette quasi subito il "maniero" al "Gruppo Aziendale Tintoria Comense" che lo adibì in un primo tempo a sede per le vacanze estive dei figli dei dipendenti, aggiungendo anche il sottostante fabbricato, e successivamente lo abbandonò. Oggi i vari fabbricati che un tempo costituivano il castello Ruspini, che una volta si poteva vedere chiaramente sulla sommità del monte, dal paese e dal lago, si presentano quasi totalmente diroccati e soffocati dalla vegetazione. Vi si può ancora arrivare lungo il sentiero che sale da Montepiatto, oppure da un altro sentiero detto del "faro Voltiano", che si inerpica vicino alla baita Carla sopra la località di San Maurizio.

#### Monumenti commemorativi
- Monumento ai caduti, in Piazza Roma[42]
- Monumento a Enrico Caronti

## Società

### Evoluzione demografica

#### Demografia pre-unitaria
- 1751: 372 abitanti.[7][6]
- 1771: 456 abitanti.[7][6]
- 1799: 530 abitanti.[7][11]
- 1805: 524 abitanti.[7][11]
- 1853: 799 abitanti.[12]
- 1859: 806 abitanti.[7][71]

#### Demografia post-unitaria
Abitanti censiti

## Geografia antropica
Blevio è composto sette abitati di origine antica, conosciuti come “le sette città”: Capovico, Cazzanore, Girola, Meggianico, Mezzovico, Sopravilla e Sorto.

## Economia

### Turismo
Il turismo è, ancora oggi, la principale fonte di reddito di questo centro. Il paese è sede di un imbarcadero, nonché di uno scalo della Navigazione Lago di Como.

## Sport
Nel paese è presente la società sportiva ASD Canottieri Aurora Blevio, società, che vanta numerosi titoli italiani nel canottaggio a sedile fisso. Nata nel 1902 con il nome di Circolo Sportivo Voluntas, specializzato sia nelle corse podistiche che nel canottaggio, già nel 1903 il sodalizio cambiò nome, diventando Canottieri Aurora. Per alcuni anni la società mantenne, accanto alla pratica del canottaggio, quella storica del podismo. Dopo qualche anno di inattività nei primi anni del 2000, nel 2006 la Canottieri ha ripreso a partecipare a gare agonistiche.

### Esplicative
1. ↑  Per il dialetto comasco, si utilizza l'ortografia ticinese, introdotta a partire dal 1969 dall'associazione culturale Famiglia Comasca nei vocabolari, nei documenti e nella produzione letteraria.

### Bibliografiche
1. 1 2   Bilancio demografico mensile anno 2025 (dati provvisori), su demo.istat.it, ISTAT.
2. ↑   Classificazione sismica (XLS), su rischi.protezionecivile.gov.it.
3. ↑   Tabella dei gradi/giorno dei Comuni italiani raggruppati per Regione e Provincia (PDF), in Legge 26 agosto 1993, n. 412, allegato A, Agenzia nazionale per le nuove tecnologie, l'energia e lo sviluppo economico sostenibile, 1º marzo 2011,  p. 151. URL consultato il 25 aprile 2012 (archiviato dall'url originale il 1º gennaio 2017).
4. ↑   Dante Olivieri, Dizionario di toponomastica lombarda, Casa Editrice Ceschina, 1961,  p. 92. URL consultato il 28 dicembre 2022.
5. 1 2 3 4  Borghese, p. 101.
6. 1 2 3 4 5 6 7   Comune di Blevio, sec. XIV - 1757 – Istituzioni storiche – Lombardia Beni Culturali, su lombardiabeniculturali.it. URL consultato il 28 aprile 2020.
7. 1 2 3 4 5 6 7 8 9 10 11   Comune di Blevio, su comune.blevio.co.it. URL consultato il 16 dicembre 2019.
8. ↑   Comune di Nesso, sec. XIV - 1757 – Istituzioni storiche – Lombardia Beni Culturali, su lombardiabeniculturali.it. URL consultato il 28 aprile 2020.
9. ↑   Comune di Gravedona, sec. XIV - 1757 – Istituzioni storiche – Lombardia Beni Culturali, su lombardiabeniculturali.it. URL consultato il 28 aprile 2020.
10. 1 2   Comune di Blevio, 1757 - 1797 – Istituzioni storiche – Lombardia Beni Culturali, su lombardiabeniculturali.it. URL consultato il 28 aprile 2020.
11. 1 2 3   Comune di Blevio, 1798 - 1809 – Istituzioni storiche – Lombardia Beni Culturali, su lombardiabeniculturali.it. URL consultato il 28 aprile 2020.
12. 1 2   Comune di Blevio, 1816 - 1859 – Istituzioni storiche – Lombardia Beni Culturali, su lombardiabeniculturali.it. URL consultato il 28 aprile 2020.
13. ↑   Frana nel Comasco, investito il paese di Blevio: fango e detriti per le strade, famiglie evacuate, su Il Fatto Quotidiano, 25 luglio 2021. URL consultato il 27 luglio 2021.
14. ↑   Anna Campaniello, Maltempo, frana a Blevio, paese allagato: famiglie evacuate e frazioni isolate, su Corriere della Sera, 25 luglio 2021. URL consultato il 27 luglio 2021.
15. ↑   Frana di Blevio, il sindaco Trabucchi: "100 uomini impegnati, 10 tonnellate di detriti, 9 famiglie sfollate, 5 torrenti esondati. Un miracolo non ci siano morti", su ComoZero, 26 luglio 2021. URL consultato il 27 luglio 2021.
16. ↑   Maltempo, frana a Blevio Lariana non praticabile Danni in tutta la provincia, su laprovinciadicomo.it. URL consultato il 27 luglio 2021.
17. ↑   Blevio, su Archivio Centrale dello Stato. URL consultato il 22 ottobre 2022.
18. 1 2 3 4 5 6 7 8 9 10   Paolo Ferrario, BLEVIO: le ville sul lago. Percorso guidato da TINO TAJANA. In La Provincia, 3 giugno 2019, su COATESA.com, 10 giugno 2019. URL consultato il 14 dicembre 2019.
19. ↑   Villa Belvedere, su lombardiabeniculturali.it.
20. 1 2 3 4  Berra, p. 142.
21. ↑   lakecomoville, La villa del musicista comasco Francesco Pasquale Ricci, su Lake Como Ville, 27 agosto 2019. URL consultato il 15 dicembre 2019.
22. ↑   lakecomoville, Il conte di Villa Schouvaloff, su Lake Como Ville, 12 marzo 2015. URL consultato il 12 dicembre 2019.
23. ↑  Berra, p. 139.
24. 1 2 3 4  Trabella, cap. 47.
25. 1 2  TCI, Le province di Como e Lecco [...], p. 125.
26. 1 2  Berra, p. 140.
27. ↑   Sandro Fortunati, Blevio – Cristina Trivulzio di Belgiojoso, su cristinabelgiojoso.it. URL consultato il 29 marzo 2022.
28. ↑   Così Villa Belgiojoso torna a splendere, su laprovinciadilecco.it. URL consultato il 29 marzo 2022.
29. 1 2   Comolake.com, su Comolake.com. URL consultato il 15 dicembre 2019.
30. 1 2 3  Bartolini, p. 155.
31. 1 2 3 4 5  Berra, p. 138.
32. ↑   Villa Usuelli, su lombardiabeniculturali.it.
33. ↑   di Gigliola Foglia, TOMBE DEI GRANDI DELLA DANZA SUL LARIO: I TAGLIONI, su Over There, 30 ottobre 2015. URL consultato il 29 marzo 2022.
34. ↑  Trabella, cap. 48.
35. ↑   Paolo Ferrario, Villa RICORDI, a BLEVIO, sul Lago di Como, su COATESA.com, 11 giugno 2019. URL consultato il 15 dicembre 2019.
36. 1 2  Berra, p. 137.
37. 1 2   Villa Da Riva - Lago di Como - Agenzia Immobiliare Como, su immobiliarecomo.com. URL consultato il 21 marzo 2022.
38. 1 2  TCI, Guida d'Italia [...], p. 305.
39. ↑   Mondolariano.it. URL consultato il 21 marzo 2022.
40. ↑   Villa Troubetzkoy, su lombardiabeniculturali.it.
41. 1 2  Trabella, cap. 50.
42. 1 2 3 4 5 6 7 8  Berra, p. 145.
43. ↑  Bartolini, p. 118.
44. ↑   Alessandro Gilardoni, Blevio sul Lago di Como i luoghi da vedere, su Comoeilsuolago. URL consultato il 21 marzo 2022.
45. ↑   Villa Calvi, su lombardiabeniculturali.it.
46. ↑   Chiesa di S. Gordiano - complesso, su lombardiabeniculturali.it.
47. 1 2 3   Santi Epimaco e Gordiano - www.triangololariano.it, su triangololariano.it. URL consultato il 28 marzo 2022.
48. ↑   Dove siamo, su ASSOCIAZIONE MUSICALE ORGANO PRESTINARI 1821. URL consultato il 28 marzo 2022.
49. ↑   Comune di Blevio, su comune.blevio.co.it. URL consultato il 28 marzo 2022.
50. ↑   Blevio - Lake Como Tourism - Guida Turistica del lago di Como, su Lake Como Tourism. URL consultato il 28 marzo 2022.
51. ↑   Eli Riva - Chiesa di Blevio, su elirivascultore.it. URL consultato il 16 dicembre 2019 (archiviato dall'url originale il 16 dicembre 2019).
52. ↑   Festa dell'Immacolata 2019 a Blevio, su myLakeComo.co. URL consultato il 15 dicembre 2019.
53. ↑   Chiesa dell'Immacolata, Blevio (CO) – Architetture – Lombardia Beni Culturali, su lombardiabeniculturali.it. URL consultato il 15 dicembre 2019.
54. ↑   SIUSA - Parrocchia dei SS. Gordiano ed Epimaco in Blevio, su siusa.archivi.beniculturali.it. URL consultato il 9 dicembre 2023.
55. 1 2 3 4 5 6 7 8   Pietra Nairola - www.triangololariano.it, su triangololariano.it. URL consultato l'11 febbraio 2020.
56. ↑   Tra Lario e monti in provincia di Como - itinerari in natura, su unionelarioemonti.it.
57. ↑   Giovanna Galeazzi (a cura di), I nostri primi 100 anni - Gh'emm cent'ann... ma i dimustrum minga, Como, Elpo Edizioni, 2018  [2008],  pp. 51-52, ISBN 978-88-902976-2-5.
58. ↑  
«NEL 35° ANNIVERSARIO DELLA COLLOCAZIONE IN QUESTA CAPPELLA DELLA STATUA DELLA MADONNA DEL ROSARIO
  PER LUNGHI ANNI VENERATA NELLA PARROCCHIALE DI BLEVIO
 GLI EX COMBATTENTI DELLA GUERRA 1915-18 CHE L'HANNO TRASPORTATA RINNOVANO IL LORO DEVOTO OMAGGIO
  RICORDANDO I COMMILITONI SCOMPARSI
25-9-1967»
(Targa commemorativa situata nella cappella)
59. ↑   PARCO MOSAICI DI BLEVIO (Lago di Como), su parcomosaici.com. URL consultato il 29 marzo 2022.
60. ↑   Dieci nuove opere per il Parco Mosaici di Blevio, su CiaoComo, 7 giugno 2019. URL consultato il 29 marzo 2022.
61. 1 2   Strada Regia da Brunate a Torno, su digilander.libero.it. URL consultato il 15 dicembre 2019.
62. 1 2 3   Paolo Ferrario, La Strada Regia, sul Lago di Como – Wikipedia, su COATESA.com, 27 maggio 2019. URL consultato il 15 dicembre 2019.
63. 1 2   Strada Regia. Alla ricerca della tratta perduta.... [hikr.org], su www.hikr.org. URL consultato il 19 dicembre 2024.
64. 1 2  Berra, p. 136.
65. 1 2   Strada Regia, su B&B on Lake Como, 5 novembre 2014. URL consultato il 15 dicembre 2019.
66. 1 2  Bartolini, p. 68.
67. ↑   Pietra Pendula - Sasso del Lupo - Pietra Nairota - www.triangololariano.it, su triangololariano.it. URL consultato il 15 dicembre 2019.
68. ↑   Massi erratici nel comasco, su digilander.libero.it. URL consultato il 15 dicembre 2019.
69. 1 2   Giovanni Franchi, Barbara Floris e Irene Magni, Piano di Governo del Territorio (PDF), su Comune di Blevio, Provincia di Como (a cura di), hlservizicloud.it.
70. ↑  TCI, Guida d'Italia [...], p. 307.
71. ↑   comune di Blevio 1859 - [1971], su lombardiabeniculturali.it.
72. ↑  Dati tratti da:
  -  Popolazione residente dei comuni. Censimenti dal 1861 al 1991 (PDF), su ebiblio.istat.it, ISTAT.
  -  Popolazione residente per territorio – serie storica, su esploradati.censimentopopolazione.istat.it.
Nota bene: il dato del 2021 si riferisce al dato del censimento permanente al 31 dicembre di quell'anno.